# Fernando Murcia
Fernando Murcia Legaz (Ruan, Sena Marítimo, Francia, 19 de septiembre de 1917 - Barcelona, 14 de abril de 2005) fue un ciclista español, que corrió durante los primeros años de la década de los 40 del siglo XX. En su palmarés solo destacan dos victorias al Trofeo Masferrer y dos etapas a la Vuelta en Cataluña

## Palmarés
1941
- 1º en el Trofeo Masferrer

1942
- 1º en el Trofeo Masferrer
- Vencedor de una etapa de la Volta a Cataluña
- 1º en el Campeonato de Barcelona

1943
- Vencedor de una etapa de la Volta a Cataluña
- 1º en el Campeonato de Barcelona